# Heidburg (Burg)
Die Heidburg, auch Steinschlössle genannt, ist eine abgegangene Höhenburg auf einem 621,7 m ü. NHN hohen Bergkegel zwischen Kinzig und Elz bei der Gemeinde Hofstetten im Ortenaukreis in Baden-Württemberg.

## Geschichte
Die Erbauer der Heidburg sind unbekannt – vermutet werden die Grafen von Fürstenberg, in deren Besitz sich die Burg wiederholt befunden hat. 1284 wird die Burganlage im Zuge des Verkaufs an die Herren von Schwarzenberg erstmals als „burg zu Haidberg“ erwähnt. Im 14. Jahrhundert wurde die Burg von den Fürstenbergern an die Herren Geben („Geburen“) und danach an die Herren Malterer verpfändet. Teilbesitzer der Ganerbenburg waren außerdem Kaspar von Klingenberg und diverse Herren von Blumenegg, Heinrich von Geroldseck und Bernhard von Eberstein, Konrad von Tübingen-Lichteneck und Berthold von Staufen sowie die schweizerischen Grafen von Falkenstein. Im Jahre 1519 veräußerte Jakob von Falkenstein die gesamte Heidburg an Graf Friedrich von Fürstenberg. Die Heidburg wurde vor 1623 zerstört. Im 19. Jahrhundert diente das innere Burgareal als Steinbruch, was den Namen Steinschlössle erklärt. Strategisch war die Heidburg als Grenzburg zwischen der Herrschaft Kinzigtal und dem Elztal anzusehen. Von der ehemaligen Burganlage sind noch ein Wallgraben und ein Brunnenschacht erhalten.
Die Heidburg liegt in der Nähe des Schwarzwald-Querweges Rottweil–Lahr und des Zweitälersteigs.